# Музеј здравствене заштите Дијамантина
Музеј здравствене заштите Дијамантина један је од медицинских музеја у Аустралији у бившој згради болнице Диамантина „Dispenser's House“, сазиданој по пројекту Томаса Паја из Архитектонског бироа владе Квинсленда, 1908. године.    
Обекат музеја као последња преостала грађевина Болнице за хроничне болести Дијамантине данс  спада у ретке, необичне и угрожене врсте културног наслеђа Квинсленда.

## Положај и заштита
Музеј здравствене заштите Диамантина налази се у улици Корнвол, Вулунгаба, у граду Бризбејн, Квинсленд, Аустралија. 
Музеј који се налази на листи културне баштине Аустралије, уписан је у Регистар културне баштине Квинсленда 3. јула 2007. године.

## Историја
Кућа диспанзера у којој је данас смештен музеј изграђена је 1908. године као део објеката болнице за хроничне болести Дијамантина. Болница Дијамантина основана је 1901. године адаптацијом објеката сиротишта Дијамантина, названог по супрузи првог гувернера Квинсленда, леди Дијамантини Боуен. Основана је 1864. године под одбором болнице у Бризбејну у две колибе, близу касарне Викторија, које су коришћене као болница за лечење грознице (врућице, огњице, пирексије, хиперпирексије или контролисане хипертермије).
У периоду од две године, сиротиште је бринуло о око 100 деце и за то је добијало државну субвенцију. Године 1882, купљен је парцела земље од 20 хектара на Ипсвич Роуд у Вулунгаби како би се омогућила изградња већег објекта. Године 1883. Сиротиште Дијамантина отворено је на овој новој локацији и до 1886. бринуло се о више од 350 деце. Овај број је смањен смештајем неке деце и уклањањем оне чији је родитељ могао да допринесе њиховом издржавању.
Када је 1893. године, јаке поплава оштетиле лудницу Вугару, око 40 мирнијих пацијената из азила премештено у сиротиште, а деца су расељена.
Од 1898. до 1900. године, објекат је коришћен као поправни дом за дечаке.
Како скраја 19. века  Квинсленд није имао болницу за лечење хронично болесних пацијената, а туберкулоза је била главни узрок смрти с почетка  20. века,  пацијенти са „туберкулозом“ су  били премештени у Квинсленд због веровања да топло време помаже у лечењу болести. Лечење туберкулозе у то време се углавном састојало од изолације, одмора у кревету, добриј исхрани и излагању свежем ваздуху и сунцу. Након што су медицински стручњаци лобирали за оснивање установе за лечење хроничних случајева, отворен је санаторијум у Далбију 1900. године, а сиротиште Дијамантина, са својим пријатним положајем на шумовитој падини, адаптирано је као болница. Њене спаваонице су проширене у одељења, а 5. августа 1901. године отворена  као болница Дијамантина за хроничне болести. Била је то јавна добротворна установа према Закону о добротворним установама и била је под старатељством Министарства здравља. Примала је пацијенте из опште болнице и из добротворног азила Данвич, од којих су многи боловали од туберкулозе. Болница Дијамантина отворена је са 32 кревета и општим особљем од 19 људи којим су управљали надзорница, госпођица Флоренс Чатфилд, надзорник, др Франсис Вашингтон Еверад Хер, и главни одељењски службеник и диспанзер, господин Фредерик Штаубвасер.
До 1903. године болница је имала 72 кревета и два одељења на отвореном. Надзорница је поднела оставку, а госпођица Чатфилд је додала својим дужностима и ову дужност. Године 1907, господин Штаубвасер, планирајући брак, затражио је повећање плате и кућицу у оквиру болничког имања. Његов захтев је подржала госпођица Чатфилд, у писму министру унутрашњих послова, истичући његову вредност за институцију. Захтев је одобрен, али кућица није одмах изграђена.
Томас Пај, заменик владиног архитекте, припремио је скице планова за стамбени објекат од 700 квадратних стопа и за велику предњу веранда, која је требало да се изгради у близини болничког диспанзера. На тендеру који је расписан 9. јула 1908. године прихваћен је тендер В. Капелана за 330 фунти. До почетка 1909. године кућа је била усељена.
Господин Штаубвасер је служио у диспанзеру до 1912. године, када је постао помоћник надзорника. Те године кућици је додата још једна веранда. Године 1923. кућа је проширена додавањем још једне веранде на југу и треће спаваће собе спреда. Главни улаз је затим премештен на северну веранду. Године 1935. господин Штаубвасер је унапређен у надзорника, али је наставио да живи у кући до своје смрти 1938. године. Од тада до краја Другог светског рата, кућу је користио низ медицинских службеника из Опште болнице у Бризбејну који су били одговорни за пацијенте болнице Дијамантина.
Године 1943. болница Дијамантина је постала помоћна болница Јужног Бризбејна, под контролом Опште болнице у Бризбејну. Након Другог светског рата, влада Квинсленда је спровела је у болници интензиван програм за искорењивање туберкулозе скринингом и лечењем. Ово је смањило потребу за установама за хроничну негу.
У оквиру болнице Јужног Бризбејна1956. године изграђена је нова болница за акутне болести са 800 кревета. Она је 1960. године преименована у Болницу Принцезе Александре (по принцези Александри, часној леди Огилви) и имала је свој болнички одбор. 
Један од објеката је, након смештаја низа чланова особља, 1974. године преуређена за употребу као Центар за обуку за кућну хемодијализу. Овај објекат је 1998. гоодине користио Одбор за историју и архиву, а 1999. Група за реконструкцију.
Године 2003. бивша кућа диспанзера је реновирана и отворена 2004. као Музеј здравствене неге Дијамантина.
Зид између спаваћих соба и канцеларије, настале на северној веранди, уклоњен је изградњом преграде. Зграда је остала углавном нетакнута и задржала је свој првобитни изглед.

## Архитектура
Бивша кућа апотекара која се налази близу капије у улици Корнвол води до болнице Принцезе Александре. То је дрвена зграда са кровом на четири воде, покривеним валовитим лимом, постављеним на нове бетонске стубове.
На објекту постоји забатни еркер са четири прозора на источној страни и верандама на северу и југу. Јужна веранда је уграђена у дрвене оквире, а северна у стаклене жалузине. 
Зидови су обложени дрветом, а подови и плафони су од дрвета. Собе се отварају на јужну веранду, а неке од унутрашњих соба имају француска врата са надсветлом изнад. 
Уз објекат су додати  модерни тоалети.

## Заштита
Бивша кућа лекара болнице Дијамантина уврштена је у Регистар наслеђа Квинсленда 3. јула 2007. године, на основу испињених следећих критеријума:
- да је ово место важно за демонстрацију еволуције или историје Квинсленда,

- да је бивша кућа лекара важна за приказ раније употребе локације као Болнице за хроничне болести Дијамантина, која је отворена 1901. године на месту садашње Болнице принцезе Александре,
- да је ово била прва таква болница у Квинсленду,
- да је ова болница била важна за развој здравствене заштите у држави,
- да бивша резиденција, изграђена 1908. године, такође показује уобичајену праксу тог времена да се обезбеђује смештај за кључно особље на лицу места.[1]